# Edward Liddie
Edward Liddie, född den 24 juli 1959 i Delonos, Frankrike, är en amerikansk judoutövare.
Han tog OS-brons i herrarnas extra lättvikt i samband med de olympiska judotävlingarna 1984 i Los Angeles.